# Georges Frederick Boyle

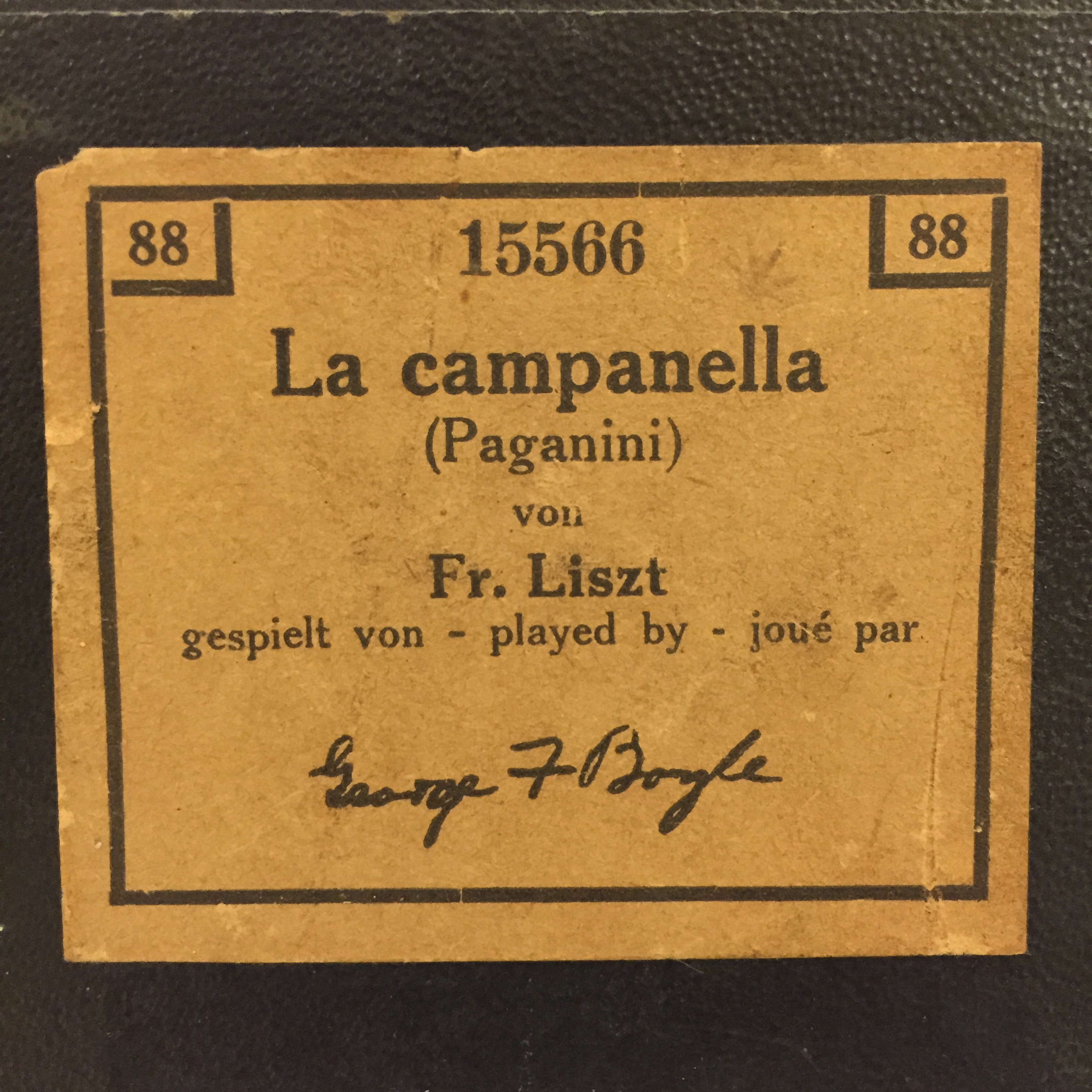
Rotlle de pianola de 88 notes interpretat per George F. Boyle (amb la seva signatura a l'etiqueta), de la fàbrica S.M. Artists' Music Roll, fons del Museu de la Música de Barcelona

George Frederick Boyle (Sydney, Nova Gal·les del Sud, Austràlia, 29 de juny de 1886 - Filadèlfia, 1948) fou un pianista i compositor australià instal·lat als Estats Units des del 1910, pel que es pot considerar un músic estatunidenc.
Estudià a Berlín amb Busoni. Des del 1919 va ésser professor de piano en l'Institut Peabody, de Baltimore, en l'Institut Curtis i en l'Escola Juilliard.
La seva curta obra de compositor comprèn:
- un Concert per a piano;
- un Concert, violoncel;
- una Sonata per a piano;
- una Sonata a piano i violoncel;
- la cantata The Pied Piper of Hamelin i Don Ramiro.

Realitzà freqüents gires artístiques per les principals ciutats dels Estats Units.